# Marger Vestermanis

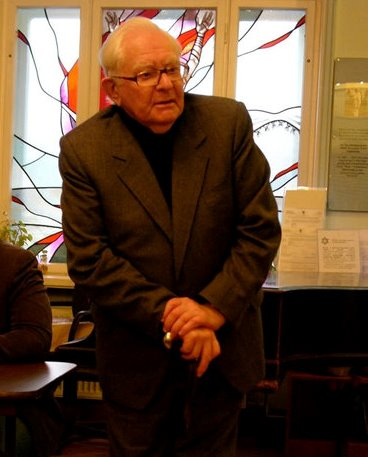
Marger Vestermanis

Margers Vestermanis (Riga, 18 september 1925) is een Letse historicus, directeur en stichter van het Joods museum en documentatiecenter Joden in Riga.

## Leven

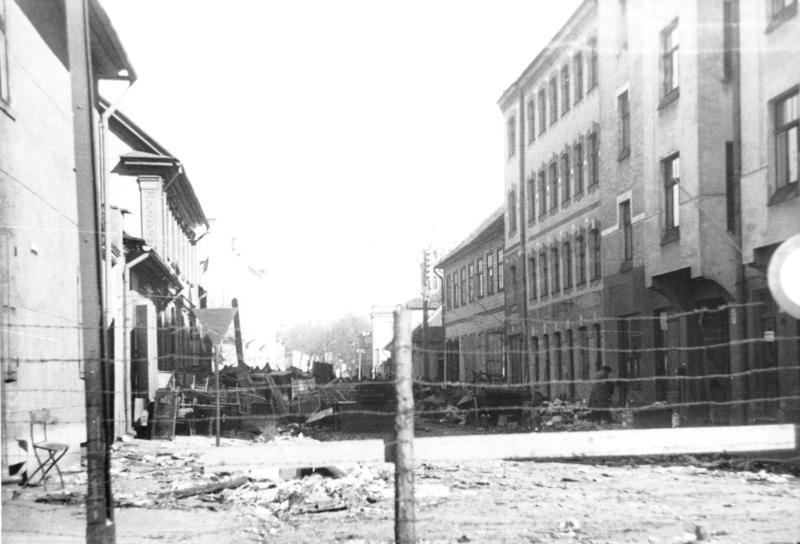
Bondsarchief foto 183-N1212-326, Riga, Jodenghetto

Marger Vestermanis wordt op 16-jarige leeftijd, samen met zijn Duitssprekende burgerlijk-joodse familie naar het getto van Riga gestuurd, door de Duitse bezetter. Hij geeft zich uit voor meubelmaker en kan zo in leven blijven. Vervolgens wordt hij geïnterneerd in het naziconcentratiekamp Kaiserwald en doet dwangarbeid in het SS–kamp Dondangen. 
Tijdens een dodenmars slaagt hij er, in 1944, in te vluchten naar de bossen van Koerland, waar hij zich aansluit bij een groep partizanen, van de Red Arrow verzetsgroep.
Hij leeft ondergedoken onder een valse naam en overleeft als enige van zijn familie de Duitse bezetting.
Na de oorlog studeert hij geschiedenis en specialiseert hij zich in het beschrijven van het leven van joden in Letland. 
Letland wordt na de oorlog door Rusland bezet en geannexeerd. Er heerst een taboe over de geschiedenis rond het uitmoorden van joden. In Letland werden tijdens de Tweede Wereldoorlog zeventigduizend joden vermoord; dertigduizend al in de zomer en het najaar van 1941. Vele joden werden ook vermoord door de Letse bevolking zelf nadat de Russische bezetter zich in de zomer van 1941 had terug getrokken.
Na zijn studies werkt Vestermanis in het Staatsarchief waar hij in 1963 ontslagen wordt wegens het schrijven van een paper over de Holocaust. Hij wordt hoogleraar. Vestermanis kan pas in 1991 (na de onafhankelijkheid van Letland), het eerste Joods Museum van Letland stichten.

## Het Joods Museum
De joodse geschiedenis in Letland werd tijdens de Holocaust bijna volledig verwoest. Het percentage overlevenden van de Holocaust is in Letland het laagste van heel Europa, namelijk 1,9 procent.
Het Joods Museum van Letland wil de actieve getuige zijn van de aanwezigheid van joden in deze regio. De voorwerpen zijn de tastbare historische bewijzen van het bestaan, de geschiedenis en het leed van de joden in Letland.

## Film Rumbula's Echo

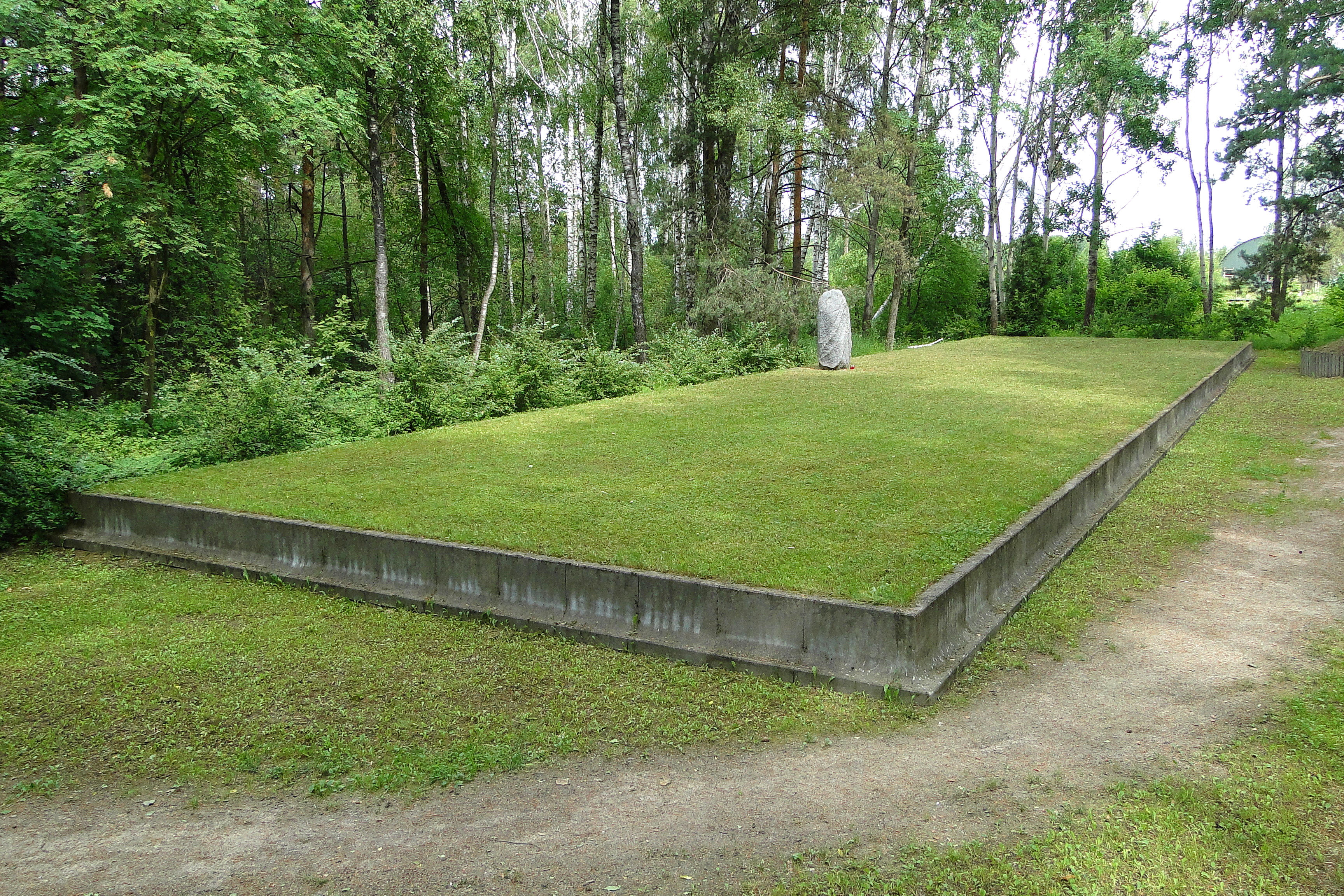
Joods massagraf in Rumbula Bos - Holocaust Site - Riga - Letland - 03

Marger Vestermanis werkt mee als historisch en academisch adviseur aan de eerste documentaire film Rumbula's Echo over  twee van de grootste massamoorden van de Holocaust, voorafgaand aan de periode van de concentratiekampen.
De film belicht het doelmatig afslachten van 25.000 mensen op twee verschillende dagen in 1941, in het bos nabij het Rumbula treinstation in Riga, Letland.

## Prijzen
In 2006 ontvangt Vestermanis, op 81-jarige leeftijd de Herbert-Samuel-prijs voor tolerantie en verdraagzaamheid in Riga.

## Boeken
- Vestermanis, M. (1995) JUDEN IN RIGA 1, uitgeverij Temmen.
- Vestermanis, M. (1995) JUDEN IN RIGA 2: AUF DEN SPUREN DES LEBENS UND WIRKENS EINER ERMORDETEN MINDERHEIT, uitgeverij Temmen.